# جبل نيتاي
جبل نيتاي (بالعبرية: הר נתאי‏)، يُكتب أحيانًا نيتاي، هو جبل في فلسطين يقع غرب بحيرة طبريا وشمال مدينة طبريا. يمكن مشاهدة منحدرات نيتاي وأربيل عند النظر إلى الجنوب الغربي من كفرناحوم على شاطئ بحيرة طبريا.
في عام 2018، حدد سيفيرينو كاروسو (وهو شاب فرنسي يرافق مجموعات الحجاج في إسرائيل) جبل نيتاي في أربيلا بأنه الموقع المحتمل الذي قضى فيه المسيح أسبوعًا في خلوة مع رسله بعيدًا عن ضجيج العالم، من أجل تعريفهم بتعليم محدد استعدادًا لمهمتهم المستقبلية في الكنيسة.
اعتمد كاروسو في ادعاءه على الأوصاف المذكورة في عمل صوفي بعنوان (الإنجيل كما أُوحي لي) لماريا فالتورتا وهي صوفية كاثوليكية ادعت (من خلال الرؤى والانغماس الخارق للطبيعة) أنها شهدت جميع الأحداث الكتابية في الحياة العامة ليسوع الناصري من 1943 إلى 1947.
أتاحت أوصاف العمل للمهندس والباحث جان فرانسوا لافير التحقق من صحة العديد من الأماكن الأصلية التي مر بها يسوع خلال حياته. أدرك سيفيرينو كاروسو الأهمية التاريخية لهذا الاكتشاف الذي قام به في وادي أربيل، والذي يؤكد أن رؤى ماريا فالتورتا كانت حقيقية. وقد نشر كتاب شهادة باللغة الفرنسية حول هذا الموضوع في عام 2021 بعنوان: (وادي أربيل وانتخاب الرسل الاثني عشر) طبعة سنترو فالتورتيانو.